# Communauté de communes Vallées et Châteaux
La communauté de communes Vallées et Châteaux est une ancienne communauté de communes française regroupée autour de la commune du Châtelet-en-Brie, située dans le département de Seine-et-Marne en région Île-de-France.

## Historique
Créée le 17 décembre 2001

, la communauté de communes Vallées et Châteaux dénommée Communauté de communes de la Région du Châtelet-en-Brie jusqu'en 2010 se substitue au district de même nom créé le 8 février 1973.
Au regroupement des 11 communes à l'origine viennent s'ajouter:
- en 2008 : Maincy et Crisenoy.

Elle disparait le 31 décembre 2016 :
Maincy rejoint la CA Melun Val de Seine.
les douze autres communes la nouvelle CC de la Brie des Rivières et Châteaux.

## Composition
Elle regroupait 13 communes adhérentes au 1er janvier 2013 :
| Nom                         | Code Insee | Gentilé               | Superficie (km2) | Population (dernière pop. légale) | Densité (hab./km2) |
| --------------------------- | ---------- | --------------------- | ---------------- | --------------------------------- | ------------------ |
| Le Châtelet-en-Brie (siège) | 77100      | Châtelains            | 22,71            | 4 436 (2014)                      | 195                |
| Blandy                      | 77034      | Blandois              | 13,99            | 690 (2014)                        | 49                 |
| Châtillon-la-Borde          | 77103      | Castels-la-Bordiciens | 7,25             | 219 (2014)                        | 30                 |
| Crisenoy                    | 77145      | Crisenoyens           | 12,87            | 659 (2014)                        | 51                 |
| Échouboulains               | 77164      | Échouboulinois        | 20,91            | 552 (2014)                        | 26                 |
| Féricy                      | 77179      | Fériciens             | 9,33             | 582 (2014)                        | 62                 |
| Les Écrennes                | 77165      | Écrennois             | 18,54            | 592 (2014)                        | 32                 |
| Machault                    | 77266      | Machauliens           | 16,28            | 787 (2014)                        | 48                 |
| Maincy                      | 77269      | Maincéens             | 10,19            | 1 707 (2014)                      | 168                |
| Moisenay                    | 77295      | Moséniens             | 8,72             | 1 333 (2014)                      | 153                |
| Pamfou                      | 77354      | Pamfolliens           | 10,41            | 952 (2014)                        | 91                 |
| Sivry-Courtry               | 77453      | Sivryens              | 22,47            | 1 218 (2014)                      | 54                 |
| Valence-en-Brie             | 77480      | Valençois             | 11,03            | 915 (2014)                        | 83                 |

## Administration
La communauté est administrée par un conseil communautaire constitué de conseillers municipaux des communes membres.
- Mode de représentation: proportionnel
- Nombre total de délégués: 33 (2013)
- Nombre de délégués par commune: 2 délégués pour la première tranche de 1 000 habitants et 1 délégué supplémentaire par tranche de 1 000 habitants supplémentaires.
- Soit en moyenne: 1 délégué pour 431 habitants

### Liste des présidents
| Période    | Période       | Identité         | Étiquette | Qualité                           |
| ---------- | ------------- | ---------------- | --------- | --------------------------------- |
| ?          | avril 2014    | Michel Le Flem   |           | Retraité de l'Education Nationale |
| avril 2014 | décembre 2016 | Christian Poteau |           | Gérant de société                 |

### Siège
rue des petits Champs, 77820 Le Châtelet-en-Brie